# The Personals: Improvisations on Romance in the Golden Years
The Personals: Improvisations on Romance in the Golden Years est un film documentaire américain réalisé et produit par Keiko Ibi en 1998 et sorti en 1999.
Le film a reçu l'Oscar du meilleur court métrage documentaire lors de la 71e cérémonie des Oscars en 1999.

## Synopsis
Le film est consacré à une troupe de théâtre juive de seniors de New York. Le groupe de personnes âgées partagent des détails intimes de leurs vies.

## Fiche technique
- Réalisation et production : Keiko Ibi
- Genre : film documentaire
- Durée : 40 minutes
- Dates de sortie : 
  -  États-Unis : 25 avril 1999 (télévision)

## Distinctions
- 1999 : Oscar du meilleur court métrage documentaire[3]